# Шах, Артур Романович
Арту́р Рома́нович Шах (укр. Артур Романович Шах; род. 11 мая 2005, Владимир-Волынский, Волынская область) — украинский футболист, полузащитник клуба «Карпат».

## Клубная карьера
Родился в городе Владимир-Волынский Волынской области. Футболом начал заниматься в «Полесье», в футболке которого с 2016 по 2017 год выступал в ДЮФЛУ и юношеском чемпионате Житомирской области. С 2018 по 2022 год выступал за «УФК-Карпаты» в ДЮФЛУ.
В преддверии старта сезона 2022/23 переведён в первую команду «Карпат». В футболке львовского клуба дебютировал 27 августа 2022 года в победном (3:0) домашнем поединке 1-го тура группы А Первой лиги Украины против ФСК «Мариуполь». Артур вышел на поле на 65-й минуте вместо Ростислава Таранухи. Первым голом в профессиональном футболе отличился 30 октября 2022 года на 85-й минуте победного (2:1) выездного поединка 10-го тура Первой лиги Украины против черновицкой «Буковины». Шах вышел на поле на 76-й минуте вместо Амбросия Чачуа. В сезоне 2022/23 отличился 1-м голом в 11 поединках Первой лиги. В следующем сезоне в первой команде львовян играл редко (6 матчей), но регулярно получал игровую практику в резервной команде «Карпат». В сезоне 2023/24 стал серебряным призером Первой лиги и получил вместе с львовянами путёвку в высший дивизион чемпионата Украины.
В украинской Премьер-лиге дебютировал 3 августа 2024 года в ничейном (0:0) выездном поединке 1-го тура против ровенского «Вереса». Артур вышел на поле на 90+1-й минуте вместо Ореста Кузыка. Первым голом в элитном дивизионе чемпионата Украины отличился 11 августа 2024 года на 39-й минуте победного (3:0) домашнего поединка 2-го тура против криворожского «Кривбасса». Шах вышел на поле в стратовом составе, а на 58-й минуте его заменил Орест Кузык.

## Карьера в сборной
В футболке юношеской сборной Украины (U-17) дебютировал 26 августа 2021 года в победном (4:0) домашнем товарищеском поединке против Армении. Артур вышел на поле на 46-й минуте вместо Назара Янчишина. В конце августа 2021 года провёл 2 поединка за команду U-17.